# Mussidan
Mussidan település Franciaországban, Dordogne megyében. Lakosainak száma 2778 fő (2022. január 1.). Mussidan Saint-Front-de-Pradoux, Les Lèches, Bourgnac, Sourzac és Saint-Médard-de-Mussidan községekkel határos.

## Népesség
A település népességének változása:
| Lakosok száma | 3048 | 3236 | 2985 | 2829 | 2847 | 2730 | 2710 | 2762 | 2788 | 2778 |
|               | 1968 | 1982 | 1990 | 2006 | 2013 | 2015 | 2017 | 2019 | 2020 | 2022 |